# 1983 Голяма награда на САЩ-запад
1983 Голяма награда на САЩ-запад е 8-о за Голямата награда на САЩ-запад и втори кръг от сезон 1983 във Формула 1, провежда се на 27 март 1983 година на пистата Лонг Бийч в Калифорния, САЩ.

## Репортаж
Трасето отново е променено, този път да отвори Ошън Булевард, една от главните пътни артерии на града. Боксовете са преместени на Шорлайн Драйв, където старта и финалната права са отново обединени след 1977.
Световният шампион за 1980, Алън Джоунс се завърна само за тази Гран При. Причината от Ероуз да се договорят с австралиеца е липсата на достатъчно спонсори. Рено изместиха дебюта на RE40, с едно състезание назад след неубедителното представяне в Бразилия.
Новата конфигурация на трасето, причини проблеми за пилотите по време на тренировките, най-вече поради прекаленото пропадане на асфалта на няколко места. Отборите на Тирел, Теодор и Лижие нямаха подобни проблеми, като Кен Тирел намекна че това е нормално за улични трасета като Лонг Бийч. Патрик Тамбей с Ферари взе пол-позицията с време 1:26.117, пред втория Рене Арну, като черните кончета окупираха първата редица. След тях на втора редица са Кеке Розберг с Уилямс, на около секунда зад времето на Тамбей, и съотборника му Жак Лафит който се представи убедително, за да се класира четвърти. След тях в десетката са Елио де Анджелис с Лотус, Дерек Уорик с Толеман, Микеле Алборето с Тирел, Ален Прост с новия RE40, Дани Съливан и Жан-Пиер Жарие. Пилотите на Макларън, Джон Уотсън и Ники Лауда имаха сериозни трудности и се класираха съответно 22-ри и 23-ти, докато Нелсън Пикет, победителя от предишната надпревара е 20-и със задвижвания от БМВ болид на Брабам.
Състезанието се проведе със слънчево време и добри температури. Розберг, който все още няма точки след дисквалификацията в Рио, се изстреля напред като дори докосна задна лява гума с предна дясна с болида управляван от Арну. Финландецът имаше дори и възможност да изпревари Тамбей, но този шанс се провали след завъртане, от което Розберг продължи без дори да има поражение. След първата обиколка Дани Съливан се намираше на шеста позиция в своето второ Гран При, преди да бъде изпреварен от Рикардо Патрезе във втората обиколка. В същото време съотборника на Съливан, Микеле Алборето изпревари Рене Арну за четвърта позиция. Французина след това се свлече до осма позиция, следствие от удара с Розберг на старта. Тамбей и Розберг се откъснаха от преследвачите водени от Лафит, Алборето, Патрезе и Жарие, докато Манфред Винкелхок с АТС отпадна за втора поредна година. Жарие изпревари Патрезе, преди да бъде изпреварен от Брабам-а, след контакт при опит за изпреварване срещу Тирел-а на Алборето.
В 25-а обиколка Розберг направи опит за изпреварване срещу Ферари-то на Тамбей, преди да се стигне до контакт от което Тамбей се завъртя, с двете десни гуми във въздуха. Розберг продължи но е изпреварен от съотборника си Лафит, преди Жарие да удари отзад Уилямс-а на финландеца, елиминирайки и двамата от състезанието. Междувременно Макларън-ите на Уотсън и Лауда направиха голям прогрес като вече бяха трети и четвърти. Патрезе се доближи до Лафит, който имаше проблеми с гумите, след което се опита да изпревари французина в 44-та обиколка но отвори прекалено много завоя, което позволи на Уотсън и Лауда да го изпреварят. Скоро Макларън-ите поведоха след като Лафит се свлече назад до четвърто място. Джони Чекото се движеше пети със своя Теодор, преди Рене Арну и Еди Чийвър да го изпреварят. Скоро Чийвър трябваше да отпадне в 68-ата обиколка с повреда по скоростната кутия, докато съотборника му Прост се движеше с три обиколки изоставане.
Лауда, който страдаше от схващане на десния си крак, изостана от Уотсън, въпреки че австриеца направи най-бърза обиколка. Северно-ирландеца финишира състезанието на около половин минута от Лауда, който завърши втори. След проблемите в първите няколко обиколки, Рене Арну се добра до третото място пред Лафит, Марк Сюрер и Чекото. Алън Джоунс не завърши в своето единствено състезание за Ероуз, както и Нелсън Пикет след повреда в газта след само навършен 51 обиколки.
Това е и последното състезание на Формула 1 в Лонг Бийч, след като главния организатор Крис Пук, реши че Ф1 е твърде скъпа и рисковано. Вместо това Пук оповести, вероятността КАРТ сериите да се проведат по улиците на града от 1984, вместо Формула 1. Самите организатори определиха че, по-малко скъп и много по-популярен шампионат като КАРТ, доминиран от американски състезатели, ще помогне за по-доброто инвестиране.

## Резултати

### Състезание
| Поз | No | Пилот             | Конструктор    | Обиколки | Време/Отпадане  | Място | Точки |
| --- | -- | ----------------- | -------------- | -------- | --------------- | ----- | ----- |
| 1   | 7  | Джон Уотсън       | Макларън-Форд  | 75       | 1:53:34.889     | 22    | 9     |
| 2   | 8  | Ники Лауда        | Макларън-Форд  | 75       | + 27.993        | 23    | 6     |
| 3   | 28 | Рене Арну         | Ферари         | 75       | + 1:13.638      | 2     | 4     |
| 4   | 2  | Жак Лафит         | Уилямс-Косуърт | 74       | + 1 Об.         | 4     | 3     |
| 5   | 29 | Марк Сюрер        | Ероуз-Косуърт  | 74       | + 1 Об.         | 16    | 2     |
| 6   | 34 | Джони Чекото      | Теодор-Косуърт | 74       | + 1 Об.         | 17    | 1     |
| 7   | 26 | Раул Боесел       | Лижие-Косуърт  | 73       | + 2 Об.         | 26    |       |
| 8   | 4  | Дани Съливан      | Тирел-Косуърт  | 73       | + 2 Об.         | 9     |       |
| 9   | 3  | Микеле Алборето   | Тирел-Косуърт  | 73       | + 2 Об.         | 7     |       |
| 10  | 6  | Рикардо Патрезе   | Брабам-БМВ     | 72       | Разпределител   | 11    |       |
| 11  | 15 | Ален Прост        | Рено           | 72       | + 3 Об.         | 8     |       |
| 12  | 12 | Найджъл Менсъл    | Лотус-Косуърт  | 72       | + 3 Об.         | 13    |       |
| 13  | 16 | Еди Чийвър        | Рено           | 67       | Ск.кутия        | 15    |       |
| Отп | 30 | Алън Джоунс       | Ероуз-Косуърт  | 58       | Пилотска грешка | 12    |       |
| Отп | 5  | Нелсон Пикет      | Брабам-БМВ     | 51       | Дросел          | 20    |       |
| Отп | 22 | Андреа де Чезарис | Алфа Ромео     | 48       | Ск.кутия        | 19    |       |
| Отп | 11 | Елио де Анджелис  | Лотус-Рено     | 29       | Управление      | 5     |       |
| Отп | 33 | Роберто Гереро    | Теодор-Косуърт | 27       | Ск.кутия        | 18    |       |
| Отп | 25 | Жан-Пиер Жарие    | Лижие-Косуърт  | 26       | Сблъсък         | 10    |       |
| Отп | 36 | Бруно Джакомели   | Толеман-Харт   | 26       | Акумулатор      | 14    |       |
| Отп | 23 | Мауро Балди       | Алфа Ромео     | 26       | Завъртане       | 21    |       |
| Отп | 27 | Патрик Тамбе      | Ферари         | 25       | Сблъсък         | 1     |       |
| Отп | 1  | Кеке Розберг      | Уилямс-Косуърт | 25       | Сблъсък         | 3     |       |
| Отп | 17 | Елисео Салазар    | РАМ-Косуърт    | 25       | Ск.кутия        | 25    |       |
| Отп | 35 | Дерек Уорик       | Толеман-Харт   | 11       | Завъртане       | 6     |       |
| Отп | 9  | Манфред Винкелхок | АТС-БМВ        | 3        | Завъртане       | 24    |       |
| НКв | 31 | Корадо Фаби       | Осела-Косуърт  |          |                 |       |       |
| НКв | 32 | Пиеркарло Гинзани | Осела-Косуърт  |          |                 |       |       |

## Класиране след състезанието
| Поз | Пилот        | Точки |
| --- | ------------ | ----- |
| 1   | Ники Лауда   | 10    |
| 2   | Нелсон Пикет | 9     |
| 3   | Джон Уотсън  | 9     |
| 4   | Жак Лафит    | 6     |
| 5   | Рене Арну    | 4     |

| Поз | Конструктор   | Точки |
| --- | ------------- | ----- |
| 1   | Макларън-Форд | 19    |
| 2   | Брабам-БМВ    | 9     |
| 3   | Ферари        | 6     |
| 4   | Уилямс-Форд   | 6     |
| 5   | Ероуз-Форд    | 3     |